# コヨーテ 天才の証明
『コヨーテ 天才の証明』(コヨーテ てんさいのしょうめい、Operation: Rabbit)は、アメリカ合衆国の映画会社、ワーナー・ブラザースの短編アニメシリーズ「ルーニー・テューンズ」の作品。
1952年1月19日に公開された。

## ストーリー
ある日、バッグスの元に「天才」を名乗るコヨーテが訪ねてきて、天才である自分には到底敵わないだろうから、大人しく夕食になるよう観念することを言い渡してきた。これをまともに受け止めない態度のバッグスに対して、コヨーテは天才的な頭脳を活かしあらゆる発明品で打倒バッグスを目指すが…

## キャスト
| キャラクター       | オリジナル版   | 現行吹き替え版 |
| ------------------ | -------------- | -------------- |
| バッグス・バニー   | メル・ブランク | 山口勝平       |
| ワイリー・コヨーテ | メル・ブランク | 梅津秀行       |
| ナレーション       | -              | 梅津秀行       |

## 備考
- 本作はワイリー・コヨーテのデビュー作『コヨーテ怒りのダッシュ』に続く彼の2度目の登場を描いた作品であり、「ワイリー・コヨーテ」の名前はここで初登場した。
- ロード・ランナーとの共演作とは違い、台詞を喋るワイリー・コヨーテはその後も度々登場し、本作と同じバッグスとの共演作『バニーとコヨーテ（英語版）』(1956)、『天才コヨーテ三たびあらわる（英語版）』(1960)、『不屈の男 天才コヨーテ（英語版）』(1961)のほか、『タイニー・トゥーンズ』でのゲスト出演の際やWeb限定の短編シリーズでも見受けられ、さらに『新 ルーニー・テューンズ』ではバッグスの隣人として登場したことで、彼との久しぶりの共演を果たした。